# Aulacospermum novem-jugum
Aulacospermum novem-jugum là một loài thực vật có hoa trong họ Hoa tán. Loài này được (C.B. Clarke) Kachroo, Naqshi & U. Dhar mô tả khoa học đầu tiên năm 1995.